# Oerbos Rožok
Het Oerbos Rožok is gelegen in het oosten van het Slowaakse Nationaal Park Poloniny en maakt sinds 2007 deel uit van de werelderfgoedinschrijving Oude en voorhistorische beukenbossen van de Karpaten en andere regio's van Europa. Het Oerbos Rožok ligt op de bergrug Bukovské Vrchy en heeft een oppervlakte van 0,6551 km².

## Algemene informatie
Het Oerbos Rožok ligt op de noordelijke helling van de gelijknamige berg Rožok en varieert qua hoogte tussen de 460 en 780 meter boven zeeniveau. In het Oerbos Rožok liggen zeer goed bewaard gebleven maagdelijke beukenbossen, waarin de beuk (Fagus sylvatica) dan ook de belangrijkste boomsoort is. Her en der staan er ook gewone esdoorns (Acer pseudoplatanus), essen (Fraxinus excelsior) en bergiepen (Ulmus glabra). Vanwege de hoeveelheid dood hout in het gebied leeft hier de alpenboktor (Rosalia alpina). Opmerkelijke vogelsoorten zijn de witrugspecht (Dendrocopos leucotos), oeraluil (Strix uralensis), holenduif (Columba oenas) en kleine vliegenvanger (Ficedula parva). De meest algemene vogels zijn echter de vink (Fringilla coelebs), boomklever (Sitta europaea), roodborst (Erithacus rubecula) en zwarte mees (Periparus ater).

## Klimaat
De gemiddelde jaartemperatuur in het gebied ligt op 7°C, met een jaarlijkse gemiddelde neerslag van 780 mm.

## Fotogalerij

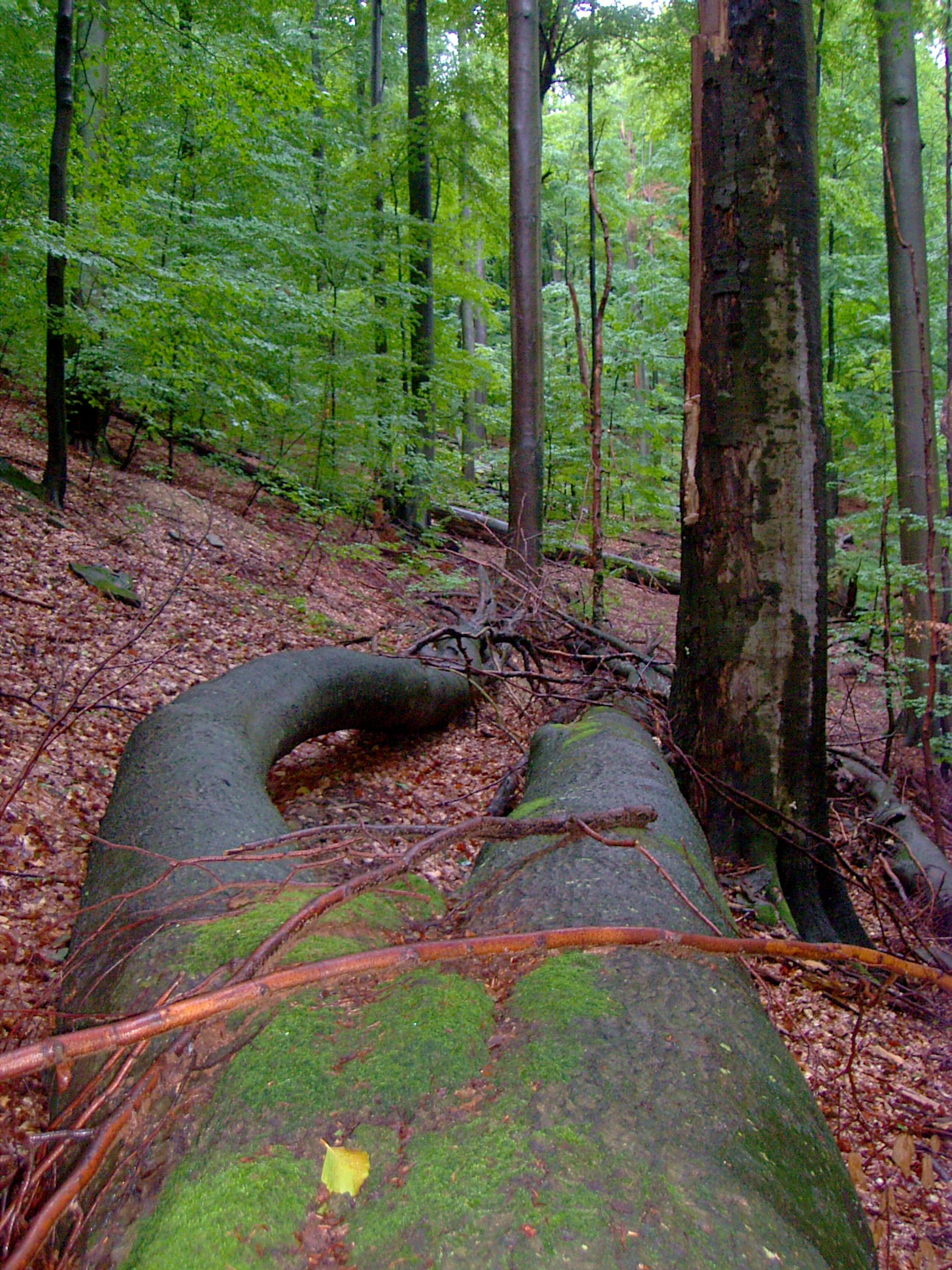
Omgevallen beuk (Fagus sylvatica) in het Oerbos Rožok.

- Virtual International Authority File: 2531156565748423500002